# Danyel Gérard

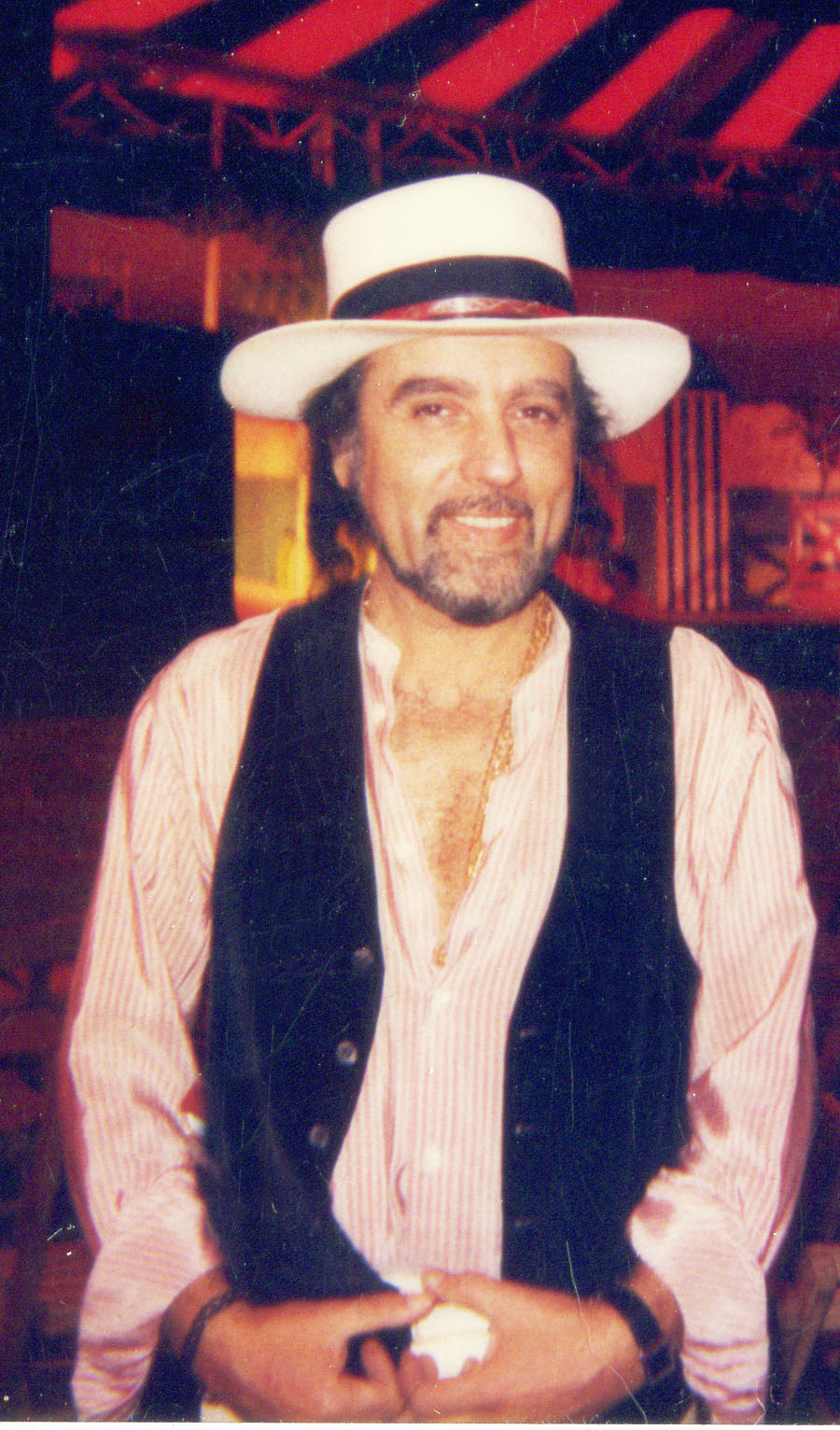
Danyel Gérard, 1983

Danyel Gérard (* 7. März 1939 in Paris; bürgerlich Gérard Daniel Kherlakian) ist ein französischer Schlagersänger und Komponist.

## Leben
Gérard wurde als Sohn eines Armeniers und einer Italienerin in Paris geboren, wuchs aber überwiegend in Rio de Janeiro auf. 1953 kehrte er nach Paris zurück und war unter anderem Chorknabe in der Kirche Notre Dame. Später spielte er in der Rock-’n’-Roll-Band „The Dangers“. Von 1959 bis 1961 war er als Soldat in Nordafrika. Anschließend tingelte er als Sänger und Gitarrist durch Bistros. Er begann zu komponieren und schrieb unter anderem Titel für Stars wie Johnny Hallyday, Sylvie Vartan, Dalida, Richard Anthony, Caterina Valente und Udo Jürgens.
Gérards erste eigene Aufnahme als Sänger war Memphis Tennessee. Seinen Durchbruch hatte er 1971 mit Butterfly, das er aufgrund des Erfolgs schließlich in sechs Sprachen aufnahm. Es war in mehreren Ländern wochenlang in den Charts, wurde mehrfach mit einer Goldenen Schallplatte ausgezeichnet und zählt mittlerweile zu den Evergreens. Das Lied fand auch Einzug in den Spielfilm Die tollen Tanten schlagen zu (Regie: Franz Josef Gottlieb). Bis heute ist das Lied Butterfly Gérards erfolgreichster Hit in Deutschland. 2003 wurde es in der RTL-Sendung Die ultimative Chartshow als erfolgreichster Hit in den deutschen Singlecharts der letzten 30 Jahre vorgestellt.
Nach ein paar weiteren Aufnahmen widmete sich Gérard wieder mehr dem Komponieren für andere. Er lebt auf einem Bauernhof in der Nähe von Paris.

## Diskografie

### Studioalben
| Jahr | Titel      | Höchstplatzierung, Gesamtwochen/‑monate, AuszeichnungChartplatzierungen (Jahr, Titel, Platzierungen, Wochen/Monate, Auszeichnungen, Anmerkungen) | Höchstplatzierung, Gesamtwochen/‑monate, AuszeichnungChartplatzierungen (Jahr, Titel, Platzierungen, Wochen/Monate, Auszeichnungen, Anmerkungen) | Höchstplatzierung, Gesamtwochen/‑monate, AuszeichnungChartplatzierungen (Jahr, Titel, Platzierungen, Wochen/Monate, Auszeichnungen, Anmerkungen) | Höchstplatzierung, Gesamtwochen/‑monate, AuszeichnungChartplatzierungen (Jahr, Titel, Platzierungen, Wochen/Monate, Auszeichnungen, Anmerkungen) | Höchstplatzierung, Gesamtwochen/‑monate, AuszeichnungChartplatzierungen (Jahr, Titel, Platzierungen, Wochen/Monate, Auszeichnungen, Anmerkungen) | Anmerkungen |
| Jahr | Titel      | DE | AT | CH | UK | US | Anmerkungen |
| ---- | ---------- | --- | --- | --- | --- | --- | ----------- |
| 1971 | Atmosphère | DE44 (1 Mt.)DE | — | — | — | — |             |

grau schraffiert: keine Chartdaten aus diesem Jahr verfügbar
Weitere Studioalben
- 1972: Danyel Gerard
- 1972: Atmosphère 2 „From Japan to America“
- 1974: Butterfly
- 1974: A réenregistré les années folles de 1960 a 1965
- 1975: Constatations
- 1975: Rien qu’une vie……
- 1977: Gone with the Wind
- 1978: Memphis Tennessee, un grand Amour…
- 1978: Mélodie Mélodies
- 1982: Regard
- 1983: Nostalgia
- 1996: Route 61–96

### Kompilationen
| Jahr | Titel        | Höchstplatzierung, Gesamtwochen/‑monate, AuszeichnungChartplatzierungen (Jahr, Titel, Platzierungen, Wochen/Monate, Auszeichnungen, Anmerkungen) | Höchstplatzierung, Gesamtwochen/‑monate, AuszeichnungChartplatzierungen (Jahr, Titel, Platzierungen, Wochen/Monate, Auszeichnungen, Anmerkungen) | Höchstplatzierung, Gesamtwochen/‑monate, AuszeichnungChartplatzierungen (Jahr, Titel, Platzierungen, Wochen/Monate, Auszeichnungen, Anmerkungen) | Höchstplatzierung, Gesamtwochen/‑monate, AuszeichnungChartplatzierungen (Jahr, Titel, Platzierungen, Wochen/Monate, Auszeichnungen, Anmerkungen) | Höchstplatzierung, Gesamtwochen/‑monate, AuszeichnungChartplatzierungen (Jahr, Titel, Platzierungen, Wochen/Monate, Auszeichnungen, Anmerkungen) | Anmerkungen |
| Jahr | Titel        | DE | AT | CH | UK | US | Anmerkungen |
| ---- | ------------ | --- | --- | --- | --- | --- | ----------- |
| 1972 | Starportrait | DE46 (2 Mt.)DE | — | — | — | — |             |

grau schraffiert: keine Chartdaten aus diesem Jahr verfügbar
Weitere Kompilationen
- 1972: Les plus grands succés de Danyel Gérard
- 2000: Butterfly
- 2002: Danyel Gérard (2 CDs)
- 2010: 1958–1959

### EPs
- 1963: Je / Sortez sans moi / Toujours cette guitare / Elle est trop loin (mit Les Champions)
- 1963: America / Sugar Shake (mit Les Champions)
- 1964: On s’en balance
- 1964: On s’en balance / Memphis Tennessee / Porque no / De acuerdo, de acuerdo
- 1964: Je / Sugar Shake / America / Elle est trop loin
- 1964: Memphis Tennessee (mit The Memphis)
- 1965: 66
- 1965: Comme tu es jeune

### Singles
| Jahr | Titel Album                                       | Höchstplatzierung, Gesamtwochen/‑monate, AuszeichnungChartplatzierungen (Jahr, Titel, Album, Platzierungen, Wochen/Monate, Auszeichnungen, Anmerkungen) | Höchstplatzierung, Gesamtwochen/‑monate, AuszeichnungChartplatzierungen (Jahr, Titel, Album, Platzierungen, Wochen/Monate, Auszeichnungen, Anmerkungen) | Höchstplatzierung, Gesamtwochen/‑monate, AuszeichnungChartplatzierungen (Jahr, Titel, Album, Platzierungen, Wochen/Monate, Auszeichnungen, Anmerkungen) | Höchstplatzierung, Gesamtwochen/‑monate, AuszeichnungChartplatzierungen (Jahr, Titel, Album, Platzierungen, Wochen/Monate, Auszeichnungen, Anmerkungen) | Höchstplatzierung, Gesamtwochen/‑monate, AuszeichnungChartplatzierungen (Jahr, Titel, Album, Platzierungen, Wochen/Monate, Auszeichnungen, Anmerkungen) | Anmerkungen                                                       |
| Jahr | Titel Album                                       | DE | AT | CH | UK | US | Anmerkungen                                                       |
| ---- | ------------------------------------------------- | --- | --- | --- | --- | --- | ----------------------------------------------------------------- |
| 1971 | Butterfly Atmosphère                              | DE1 Gold · (39 Wo.)DE | AT1 (1 Mt.)AT | CH1 (16 Wo.)CH | UK11 (12 Wo.)UK | US78 (9 Wo.)US | aus dem Film Die tollen Tanten schlagen zu Verkäufe: + 13.000.000 |
| 1972 | Harlekin Starportrait                             | DE12 (16 Wo.)DE | — | — | — | — |                                                                   |
| 1972 | Meine Stadt (Von Japan nach Amerika) Starportrait | DE26 (5 Wo.)DE | — | — | — | — |                                                                   |
| 1973 | Isabella –                                        | DE40 (7 Wo.)DE | — | — | — | — |                                                                   |
| 1974 | Ti-lai-lai-li –                                   | DE37 (2 Wo.)DE | — | — | — | — |                                                                   |

grau schraffiert: keine Chartdaten aus diesem Jahr verfügbar
Weitere Singles
| - 1962: Le petit gonzalès (mit Les Dangers) - 1963: America / Le petit bandit de Juarez (mit Les Champions) - 1964: Je (mit Les Champions) - 1964: D’accord d’accord - 1970: Avec ces deux mains là - 1971: Le petit bandit - 1971: Même un clown - 1972: Caroline - 1973: Le gypsy - 1974: Ma carmagnole - 1974: Oh Mama - 1975: Un grand amour - 1975: En ce temps la monsieur | - 1976: Ou serons-nous Martin - 1977: Les temps changent - 1977: Mañaña, Mañaña, Senor - 1977: Gone with the Wind - 1978: Mélodie, Mélodie - 1978: Héloïse - 1979: Marylou - 1980: Pour vivre avec toi - 1981: Meloman - 1983: Sulirane - 1989: Butterfly (Original Version 89) - 1992: Good or Bad, On s’en sortira |